# Hedifana
L'hedifana és un mineral de la classe dels arsenats. Johann Friedrich August Breithaupt la va anomenar d'aquesta manera del grec ηδύς ("dolç" o "bell") i φαίνεσθαι (semblar), en al·lusió a l'aparença típica i brillantor de les mostres. Pertany i dona nom al grup de l'hedifana, el qual al seu torn pertany al supergrup apatita. La seva localitat tipus és Långban, Värmland (Suècia), on va ser descoberta el 1830.

## Propietats
És isoestructural amb la fosfohedifana, el seu arsenat anàleg. També n'és l'anàleg Pb₃Ca₂ de la turneaureita i de la mimetita. Antigament es considerava l'hedifana com una varietat de la mimetita amb contingut de calci. Els àtoms de Pb i Ca, però, estan ordenats en dos llocs cations diferents a l'estructura cristal·lina. La seva fractura és concoidal o desigual i la lluïssor resinosa. És soluble en soluble en HNO₃.
Segons la classificació de Nickel-Strunz l'hedifana pertany a «08.BN - Fosfats, etc. amb anions addicionals, sense H₂O, només amb cations de mida gran, (OH, etc.):RO₄ = 0,33:1» juntament amb els següents minerals: aradita, magganasita, fluorpiromorfita, fluorsigaiïta, fluoralforsita, alforsita, belovita-(Ce), clorapatita, mimetita-M, johnbaumita-M, fluorapatita, hidroxilapatita, johnbaumita, mimetita, morelandita, piromorfita, fluorstrofita, svabita, turneaureïta, vanadinita, belovita-(La), deloneïta, fluorcafita, kuannersuïta-(Ce), hidroxilapatita-M, fosfohedifana, hidroxilpiromorfita, estronadelfita, fluorfosfohedifana, carlgieseckeïta-(Nd), vanackerita, miyahisaïta, pieczkaïta, hidroxilhedifana, pliniusita, parafiniukita, arctita, krügerita i goryainovita.

## Formació i jaciments
L'hedifana es troba en jaciments estratiformes de zinc metamorfosat.

## Grup de l'hedifana
El grup de l'hedifana està compost pels següents set minerals: aiolosita, caracolita, cesanita, fluorfosfohedifana, fosfohedifana, hedifana i morelandita. El grup de l'hedifana és un dels cinc grups que pertany al supergrup de l'apatita, juntament amb el grup de l'apatita, el grup de la belovita, el grup de la britolita i el grup de l'el·lestadita.